# Anegada
Anegada (spanisch für „überschwemmt“) ist die nördlichste Insel der Britischen Jungferninseln, die zu den Kleinen Antillen in der Karibik zählen. Sie ist die einzige Koralleninsel der Inselgruppe.
Anegada ist flach; die höchste Erhebung erreicht eine Höhe von 8,5 m. Die Insel mit einer Fläche von etwa 39 km² ist von knapp 300 Menschen bevölkert. Die größte Ansiedlung heißt The Settlement.
Der kleine Flughafen heißt Auguste George Airport. Fähren verkehren dreimal wöchentlich.

## Hufeisen-Riff
Anegada ist bekannt für seine kilometerlangen weißen Sandstrände sowie für das Horseshoe Reef, mit einer Länge von 29 km das größte Barriereriff der Karibik und eines der größten weltweit. Das Riff gestaltet die seewärtige Navigation schwierig. Aufgrund seiner zahllosen Schiffswracks war das Horseshoe Reef früher ein beliebter Tauchgrund; inzwischen ist das Ankern im Riff aus Schutzgründen verboten.

## Umwelt
Auf der Insel, besonders im Norden, lebt eine Vielfalt von Tieren wie beispielsweise Schildkröten und Hummer.
Eine Besonderheit sind die Salzseen im Westen. Dort leben wiederangesiedelte Flamingos.
Die Acacia anegadensis ist eine für Anegada endemische Akazienart.